# بيتر بيني
بيتر بيني (بالإنجليزية: Peter Bennie)‏ (10 يونيو 1898 في المملكة المتحدة - ) هو لاعب كرة قدم بريطاني (وحمل سابقاً جنسية المملكة المتحدة لبريطانيا العظمى وأيرلندا) في مركز الوسط. لعب مع برادفورد سيتي ونادي بيرنلي ونادي ألبيون روفرز.